# ライフ・ゴーズ・オン (リアン・ライムスの曲)
「ライフ・ゴーズ・オン 」(Life Goes On) はアメリカ合衆国の女性カントリー歌手のリアン・ライムスの楽曲。

## 概要
この楽曲は、彼女の9枚目のアルバムである『トゥイステッド・エンジェル』に収録された曲で、同アルバムから最初のシングルとして2002年8月26日にリリースされた。
各国の週間シングルチャートでは、オーストラリア、カナダ、オランダで7位を記録、イギリスで11位を記録した。

## チャート
| チャート（2002年）               | 最高順位 |
| -------------------------------- | -------- |
| イギリス（全英シングルチャート） | 11       |